# 일본 중의원 의원 목록
일본 중의원 의원 목록은 일본 중의원의 의원 목록이다. 중의원은 2019년을 기준으로 소선거구 선출의원 289명과 비례대표 선출의원 176명을 합쳐, 총 465명의 의원으로 조직된다.
중의원 의원의 임기는 4년이나, 중의원이 해산될 경우에는 임기 만료 전이라도 전부 의원직을 잃는다. 임기 만료의 직전 또는 중의원 해산의 직후에는 중의원 의원 총선거가 실시된다. 또한, 결원이 생기는 경우에는 4월 또는 10월에 보궐 선거가 실시된다.

## 임기
| 선거일 (임기 시작) | 임기 만료일      | 비고                                                           |
| ------------------ | ---------------- | -------------------------------------------------------------- |
| 2021년 10월 31일   | 2025년 10월 30일 | 제49회 일본 중의원 의원 총선거에 의해서 선출되었던 의원의 임기 |

## 원내교섭단체(회파) 목록
| 원내 회파명 | 원내 회파명           | 소속 정당                                               | 정당별 의석 | 회파별 의석 |
| ----------- | --------------------- | ------------------------------------------------------- | ----------- | ----------- |
| 465x465     |                       |                                                         |             |             |
| 여당        | 여당                  | 여당                                                    | 여당        | 295         |
|             | 자유민주당/무소속회   | 자유민주당                                              | 262         | 263         |
| 무소속      | 자유민주당/무소속회   | 1                                                       |             | 263         |
|             | 공명당                | 공명당                                                  | 32          | 32          |
| 야당        | 야당                  | 야당                                                    | 야당        | 166         |
|             | 입헌민주/무소속       | 입헌민주당                                              | 96          | 97          |
| 사회민주당  | 입헌민주/무소속       | 1                                                       |             | 97          |
|             | 일본유신회            | 일본유신회                                              | 41          | 41          |
|             | 국민민주당/무소속클럽 | 국민민주당                                              | 10          | 10          |
|             | 일본공산당            | 일본공산당                                              | 10          | 10          |
|             | 유지회                | 무소속                                                  | 5           | 5           |
|             | 레이와 신센구미       | 레이와 신센구미                                         | 3           | 3           |
| 기타        | 기타                  | 기타                                                    | 기타        | 4           |
|             | 회파 없음             | 의장: 호소다 히로유키(자민) 부의장: 가이에다 반리(입민) | 2           | 2           |
| 무소속      | 회파 없음             | 2                                                       |             | 2           |
| 합계        | 합계                  | 합계                                                    | 합계        | 465         |

## 의원 명단

### 홋카이도
| 선거구          | 성명              | 원어명   | 소속 정당  |
| --------------- | ----------------- | -------- | ---------- |
| 홋카이도 제1구  | 미치시타 다이키   | 道下大樹 | 입헌민주당 |
| 홋카이도 제2구  | 마쓰키 겐코       | 松木謙公 | 자민당     |
| 홋카이도 제3구  | 다카기 히로히사   | 高木宏壽 | 입헌민주당 |
| 홋카이도 제4구  | 나카무라 히로유키 | 中村裕之 | 자민당     |
| 홋카이도 제5구  | 와다 요시아키     | 和田義明 | 자민당     |
| 홋카이도 제6구  | 아즈마 구니요시   | 東国幹   | 입헌민주당 |
| 홋카이도 제7구  | 야마오카 다쓰마루 | 山岡達丸 | 자민당     |
| 홋카이도 제8구  | 오사카 세이지     | 逢坂誠二 | 입헌민주당 |
| 홋카이도 제9구  | 호리이 마나부     | 堀井学   | 자민당     |
| 홋카이도 제10구 | 이나쓰 히사시     | 稲津久   | 공명당     |
| 홋카이도 제11구 | 이시카와 사오리   | 石川香織 | 입헌민주당 |
| 홋카이도 제12구 | 다케베 아라타     | 武部新   | 자민당     |

 비례 대표 
| 소속 정당  | 성명            | 원어명   | 비고            |
| ---------- | --------------- | -------- | --------------- |
| 자민당     | 스즈키 다카코   | 鈴木貴子 |                 |
| 자민당     | 와타나베 고이치 | 渡辺孝一 |                 |
| 자민당     | 호리이 마나부   | 堀井学   | 홋카이도 제9구  |
| 자민당     | 나카가와 유코   | 中川郁子 | 홋카이도 제11구 |
| 입헌민주당 | 아라이 유타카   | 荒井優   | 홋카이도 제3구  |
| 입헌민주당 | 오쓰키 구레하   | 大築紅葉 | 홋카이도 제4구  |
| 입헌민주당 | 카미야 히로시   | 神谷裕   | 홋카이도 제10구 |
| 공명당     | 사토 히데미치   | 佐藤英道 |                 |

### 도호쿠
| 선거구         | 성명                | 원어명     | 소속 정당  |
| -------------- | ------------------- | ---------- | ---------- |
| 아오모리 제1구 | 에토 아키노리       | 江渡聡徳   | 자민당     |
| 아오모리 제2구 | 간다 준이치         | 神田潤一   | 자민당     |
| 아오모리 제3구 | 기무라 지로         | 木村次郎   | 자민당     |
| 이와테 제1구   | 시나 다케시         | 階猛       | 입헌민주당 |
| 이와테 제2구   | 스즈키 슌이치       | 鈴木俊一   | 자민당     |
| 이와테 제3구   | 후지와라 다카시     | 藤原崇     | 자민당     |
| 미야기 제1구   | 도이 도루           | 土井亨     | 자민당     |
| 미야기 제2구   | 가마타 사유리       | 鎌田さゆり | 입헌민주당 |
| 미야기 제3구   | 니시무라 아키히로   | 西村明宏   | 자민당     |
| 미야기 제4구   | 이토 신타로         | 伊藤信太郎 | 자민당     |
| 미야기 제5구   | 아즈미 준           | 安住淳     | 입헌민주당 |
| 미야기 제6구   | 오노데라 이쓰노리   | 小野寺五典 | 자민당     |
| 아키타 제1구   | 도가시 히로유키     | 冨樫博之   | 자민당     |
| 아키타 제2구   | 미도리카와 다카시   | 緑川貴士   | 입헌민주당 |
| 아키타 제3구   | 미노리카와 노부히데 | 御法川信英 | 자민당     |
| 야마가타 제1구 | 엔도 도시아키       | 遠藤利明   | 자민당     |
| 야마가타 제2구 | 스즈키 노리카즈     | 鈴木憲和   | 자민당     |
| 야마가타 제3구 | 가토 아유코         | 加藤鮎子   | 자민당     |
| 후쿠시마 제1구 | 가네코 에미         | 金子恵美   | 입헌민주당 |
| 후쿠시마 제2구 | 네모토 다쿠미       | 根本匠     | 자민당     |
| 후쿠시마 제3구 | 겐바 고이치로       | 玄葉光一郎 | 입헌민주당 |
| 후쿠시마 제4구 | 오구마 신지         | 小熊慎司   | 자민당     |
| 후쿠시마 제5구 | 요시노 마사요시     | 吉野正芳   | 자민당     |

 비례 대표 
| 소속 정당  | 성명              | 원어명     | 비고           |
| ---------- | ----------------- | ---------- | -------------- |
| 자민당     | 쓰시마 준         | 津島淳     |                |
| 자민당     | 아키베 겐야       | 秋葉賢也   | 미야기 제2구   |
| 자민당     | 가네다 가쓰토시   | 金田勝年   | 아키타 제2구   |
| 자민당     | 가메오카 요시타미 | 亀岡偉民   | 후쿠시마 제1구 |
| 자민당     | 우에스기 겐타로   | 上杉謙太郎 | 후쿠시마 제3구 |
| 자민당     | 간케 이치로       | 菅家一郎   | 후쿠시마 제4구 |
| 입헌민주당 | 오자와 이치로     | 小沢一郎   | 이와테 제3구   |
| 입헌민주당 | 오카모토 아키코   | 岡本章子   | 미야기 제1구   |
| 입헌민주당 | 데라다 마나부     | 寺田学     | 아키타 제11구  |
| 입헌민주당 | 바바 유키         | 馬場雄基   | 후쿠시마 제2구 |
| 일본유신회 | 하야사카 아쓰시   | 早坂敦     | 미야기 제4구   |
| 공명당     | 쇼지 겐이치       | 庄子賢一   |                |
| 일본공산당 | 다카하시 지즈코   | 高橋千鶴子 |                |

### 기타칸토
| 선거구          | 성명              | 원어명     | 소속 정당       |
| --------------- | ----------------- | ---------- | --------------- |
| 이바라키 제1구  | 후쿠시마 노부유키 | 福島伸享   | 무소속 (유지회) |
| 이바라키 제2구  | 누카가 후쿠시로   | 額賀福志郎 | 자민당          |
| 이바라키 제3구  | 하나시 야스히로   | 葉梨康弘   | 자민당          |
| 이바라키 제4구  | 가지야마 히로시   | 梶山弘志   | 자민당          |
| 이바라키 제5구  | 아사노 사토시     | 浅野哲     | 국민민주당      |
| 이바라키 제6구  | 구니미쓰 아야노   | 国光文乃   | 자민당          |
| 이바라키 제7구  | 나가오카 게이코   | 永岡桂子   | 자민당          |
| 도치기 제1구    | 후나다 하지메     | 船田元     | 자민당          |
| 도치기 제2구    | 후쿠다 아키오     | 福田昭夫   | 입헌민주당      |
| 도치기 제3구    | 야나 가즈오       | 簗和生     | 자민당          |
| 도치기 제4구    | 사토 쓰토무       | 佐藤勉     | 자민당          |
| 도치기 제5구    | 시게키 도시미쓰   | 茂木敏充   | 자민당          |
| 군마 제1구      | 나카소네 야스타카 | 中曽根康隆 | 자민당          |
| 군마 제2구      | 이노 도시로       | 井野俊郎   | 자민당          |
| 군마 제3구      | 사사가와 히로요시 | 笹川博義   | 자민당          |
| 군마 제4구      | 후쿠다 다쓰오     | 福田達夫   | 자민당          |
| 군마 제5구      | 오부치 유코       | 小渕優子   | 자민당          |
| 사이타마 제1구  | 무라이 히데키     | 村井英樹   | 자민당          |
| 사이타마 제2구  | 신도 요시타카     | 新藤義孝   | 자민당          |
| 사이타마 제3구  | 기카와다 히토시   | 黄川田仁志 | 자민당          |
| 사이타마 제4구  | 호사카 야스시     | 穂坂泰     | 자민당          |
| 사이타마 제5구  | 에다노 유키오     | 枝野幸男   | 입헌민주당      |
| 사이타마 제6구  | 오시마 아쓰시     | 大島敦     | 입헌민주당      |
| 사이타마 제7구  | 나카노 히데유키   | 中野英幸   | 자민당          |
| 사이타마 제8구  | 시바야마 마사히코 | 柴山昌彦   | 자민당          |
| 사이타마 제9구  | 오쓰카 다쿠       | 大塚拓     | 자민당          |
| 사이타마 제10구 | 야마구치 야스아키 | 山口泰明   | 자민당          |
| 사이타마 제11구 | 고이즈미 류지     | 小泉龍司   | 자민당          |
| 사이타마 제12구 | 모리타 도시카즈   | 森田俊和   | 입헌민주당      |
| 사이타마 제13구 | 쓰치야 시나코     | 土屋品子   | 자민당          |
| 사이타마 제14구 | 미쓰바야시 히로미 | 三ツ林裕巳 | 자민당          |
| 사이타마 제15구 | 다나카 요시오     | 田中良生   | 자민당          |

 비례 대표 
| 소속 정당  | 성명              | 원어명     | 비고            |
| ---------- | ----------------- | ---------- | --------------- |
| 자민당     | 오미 아사코       | 尾身朝子   |                 |
| 자민당     | 다도코로 요시노리 | 田所嘉徳   | 이바라키 제1구  |
| 자민당     | 이시카와 아키마사 | 石川昭政   | 이바라키 제5구  |
| 자민당     | 이가라시 기요시   | 五十嵐清   | 도치기 제2구    |
| 자민당     | 마키하라 히데키   | 牧原秀樹   | 사이타마 제5구  |
| 자민당     | 나카네 가즈유키   | 中根一幸   | 사이타마 제6구  |
| 자민당     | 노나카 아쓰시     | 野中厚     | 사이타마 제12구 |
| 입헌민주당 | 아오야마 야마토   | 青山大人   | 이바라키 제6구  |
| 입헌민주당 | 나카무라 기시로   | 中村喜四郎 | 이바라키 제7구  |
| 입헌민주당 | 후지오카 다카오   | 藤岡隆雄   | 도치기 제4구    |
| 입헌민주당 | 고미야마 마스코   | 小宮山泰子 | 사이타마 제7구  |
| 입헌민주당 | 사카모토 유노스케 | 坂本祐之輔 | 사이타마 제10구 |
| 공명당     | 이시이 게이이치   | 石井啓一   |                 |
| 공명당     | 고시미즈 게이이치 | 輿水恵一   |                 |
| 공명당     | 후쿠시게 다카히로 | 福重隆浩   |                 |
| 일본유신회 | 다카하시 히데아키 | 高橋英明   | 사이타마 제2구  |
| 일본유신회 | 사와다 료         | 沢田良     | 사이타마 제15구 |
| 국민민주당 | 스즈키 요시히로   | 鈴木義弘   | 사이타마 제14구 |
| 일본공산당 | 시오카와 데쓰야   | 塩川鉄也   |                 |

### 미나미칸토
| 선거구          | 성명              | 원어명         | 소속 정당  |
| --------------- | ----------------- | -------------- | ---------- |
| 지바 제1구      | 다지마 가나메     | 田嶋要         | 입헌민주당 |
| 지바 제2구      | 고바야시 다카유키 | 小林鷹之       | 자민당     |
| 지바 제3구      | 마쓰노 히로카즈   | 松野博一       | 자민당     |
| 지바 제4구      | 노다 요시히코     | 野田佳彦       | 입헌민주당 |
| 지바 제5구      | 에리 아르피야     | 英利アルフィヤ | 자민당     |
| 지바 제6구      | 와타나베 히로미치 | 渡辺博道       | 자민당     |
| 지바 제7구      | 사이토 겐         | 齋藤健         | 자민당     |
| 지바 제8구      | 혼조 사토시       | 本庄知史       | 입헌민주당 |
| 지바 제9구      | 오쿠노 소이치로   | 奥野総一郎     | 입헌민주당 |
| 지바 제10구     | 하야시 모토오     | 林幹雄         | 자민당     |
| 지바 제11구     | 모리 에이스케     | 森英介         | 자민당     |
| 지바 제12구     | 하마다 야스카즈   | 浜田靖一       | 자민당     |
| 지바 제13구     | 마쓰모토 사토시   | 松本尚         | 자민당     |
| 가나가와 제1구  | 시노하라 고       | 篠原豪         | 입헌민주당 |
| 가나가와 제2구  | 스가 요시히데     | 菅義偉         | 자민당     |
| 가나가와 제3구  | 나카니시 겐지     | 中西健治       | 자민당     |
| 가나가와 제4구  | 와세다 유키       | 早稲田夕季     | 입헌민주당 |
| 가나가와 제5구  | 사카이 마나부     | 坂井学         | 자민당     |
| 가나가와 제6구  | 후루카와 나오키   | 古川直季       | 자민당     |
| 가나가와 제7구  | 스즈키 게이스케   | 鈴木馨祐       | 자민당     |
| 가나가와 제8구  | 에다 겐지         | 江田憲司       | 입헌민주당 |
| 가나가와 제9구  | 류 히로후미       | 笠浩史         | 입헌민주당 |
| 가나가와 제10구 | 다나카 가즈노리   | 田中和徳       | 자민당     |
| 가나가와 제11구 | 고이즈미 신지로   | 小泉進次郎     | 자민당     |
| 가나가와 제12구 | 아베 도모코       | 阿部知子       | 입헌민주당 |
| 가나가와 제13구 | 후토리 히데시     | 太栄志         | 입헌민주당 |
| 가나가와 제14구 | 아카마 지로       | 赤間二郎       | 자민당     |
| 가나가와 제15구 | 고노 다로         | 河野太郎       | 자민당     |
| 가나가와 제16구 | 고토 유이치       | 後藤祐一       | 입헌민주당 |
| 가나가와 제17구 | 마키시마 가렌     | 牧島かれん     | 자민당     |
| 가나가와 제18구 | 야마기와 다이시로 | 山際大志郎     | 자민당     |
| 야마나시 제1구  | 나카타니 신이치   | 中谷真一       | 자민당     |
| 야마나시 제2구  | 호리우치 노리코   | 堀内詔子       | 자민당     |

 비례 대표 
| 소속 정당       | 성명              | 원어명     | 비고            |
| --------------- | ----------------- | ---------- | --------------- |
| 자민당          | 가도야마 히로아키 | 門山宏哲   | 지바 제1구      |
| 자민당          | 사쿠라다 요시타카 | 桜田義孝   | 지바 제8구      |
| 자민당          | 아키모토 마사토시 | 秋本真利   | 지바 제9구      |
| 자민당          | 야마모토 도모히로 | 山本朋広   | 가나가와 제4구  |
| 자민당          | 미타니 히데히로   | 三谷英弘   | 가나가와 제8구  |
| 자민당          | 나카야마 노리히로 | 中山展宏   | 가나가와 제9구  |
| 자민당          | 호시노 쓰요시     | 星野剛士   | 가나가와 제12구 |
| 자민당          | 아마리 아키라     | 甘利明     | 가나가와 제13구 |
| 자민당          | 요시이에 히로유키 | 義家弘介   | 가나가와 제13구 |
| 입헌민주당      | 야타가와 하지메   | 谷田川元   | 지바 제10구     |
| 입헌민주당      | 야마자키 마코토   | 山崎誠     | 가나가와 제5구  |
| 입헌민주당      | 아오야기 요이치로 | 青柳陽一郎 | 가나가와 제6구  |
| 입헌민주당      | 나카타니 가즈마   | 中谷一馬   | 가나가와 제7구  |
| 입헌민주당      | 나카지마 가즈히토 | 中島克仁   | 야마나시 제1구  |
| 일본유신회      | 후지마키 겐타     | 藤巻健太   | 지바 제6구      |
| 일본유신회      | 아사카와 요시하루 | 浅川義治   | 가나가와 제1구  |
| 일본유신회      | 가네무라 류나     | 金村龍那   | 가나가와 제10구 |
| 공명당          | 후루야 노리코     | 古屋範子   |                 |
| 공명당          | 도미타 시게유키   | 富田茂之   |                 |
| 국민민주당      | 스즈키 아쓰시     | 鈴木敦     | 가나가와 제10구 |
| 일본공산당      | 시이 가즈오       | 志位和夫   |                 |
| 레이와 신센구미 | 다가야 료         | 多ケ谷亮   | 지바 제11구     |

### 도쿄
| 선거구      | 성명              | 원어명     | 소속 정당  |
| ----------- | ----------------- | ---------- | ---------- |
| 도쿄 제1구  | 야마다 미키       | 山田美樹   | 자민당     |
| 도쿄 제2구  | 쓰지 기요토       | 辻清人     | 자민당     |
| 도쿄 제3구  | 마쓰바라 진       | 松原仁     | 입헌민주당 |
| 도쿄 제4구  | 다이라 마사아키   | 平将明     | 자민당     |
| 도쿄 제5구  | 데즈카 요시오     | 手塚仁雄   | 입헌민주당 |
| 도쿄 제6구  | 오치아이 다카유키 | 落合貴之   | 입헌민주당 |
| 도쿄 제7구  | 나가쓰마 아키라   | 長妻昭     | 입헌민주당 |
| 도쿄 제8구  | 요시다 하루미     | 吉田晴美   | 입헌민주당 |
| 도쿄 제9구  | 야마기시 잇세이   | 山岸一生   | 입헌민주당 |
| 도쿄 제10구 | 스즈키 하야토     | 鈴木隼人   | 자민당     |
| 도쿄 제11구 | 시모무라 하쿠분   | 下村博文   | 자민당     |
| 도쿄 제12구 | 오카모토 미쓰나리 | 岡本三成   | 공명당     |
| 도쿄 제13구 | 쓰치다 신         | 土田慎     | 자민당     |
| 도쿄 제14구 | 마쓰시마 미도리   | 松島みどり | 자민당     |
| 도쿄 제15구 | 가키자와 미토     | 柿沢未途   | 자민당     |
| 도쿄 제16구 | 오니시 히데오     | 大西英男   | 자민당     |
| 도쿄 제17구 | 히라사와 가쓰에이 | 平沢勝栄   | 자민당     |
| 도쿄 제18구 | 간 나오토         | 菅直人     | 입헌민주당 |
| 도쿄 제19구 | 스에마쓰 요시노리 | 末松義規   | 입헌민주당 |
| 도쿄 제20구 | 기하라 세이지     | 木原誠二   | 자민당     |
| 도쿄 제21구 | 오다와라 기요시   | 小田原潔   | 자민당     |
| 도쿄 제22구 | 이토 다쓰야       | 伊藤達也   | 자민당     |
| 도쿄 제23구 | 오구라 마사노부   | 小倉將信   | 자민당     |
| 도쿄 제24구 | 하기우다 고이치   | 萩生田光一 | 자민당     |
| 도쿄 제25구 | 이노우에 신지     | 井上信治   | 자민당     |

 비례 대표 
| 소속 정당       | 성명              | 원어명     | 비고        |
| --------------- | ----------------- | ---------- | ----------- |
| 자민당          | 다카기 게이       | 高木啓     |             |
| 자민당          | 이시하라 히로타카 | 石原宏高   | 도쿄 제3구  |
| 자민당          | 와카미야 겐지     | 若宮健嗣   | 도쿄 제5구  |
| 자민당          | 오치 다카오       | 越智隆雄   | 도쿄 제6구  |
| 자민당          | 나가시마 아키히사 | 長島昭久   | 도쿄 제18구 |
| 자민당          | 마쓰모토 요헤이   | 松本洋平   | 도쿄 제19구 |
| 입헌민주당      | 가이에다 반리     | 海江田万里 | 도쿄 제1구  |
| 입헌민주당      | 스즈키 요스케     | 鈴木庸介   | 도쿄 제10구 |
| 입헌민주당      | 오카와라 마사코   | 大河原雅子 | 도쿄 제19구 |
| 입헌민주당      | 이토 슌스케       | 伊藤俊輔   | 도쿄 제23구 |
| 일본유신회      | 오노 다이스케     | 小野泰輔   | 도쿄 제1구  |
| 일본유신회      | 아베 쓰카사       | 阿部司     | 도쿄 제12구 |
| 공명당          | 다카기 요스케     | 高木陽介   |             |
| 공명당          | 가사이 고이치     | 河西宏一   |             |
| 일본공산당      | 가사이 아키라     | 笠井亮     |             |
| 일본공산당      | 미야모토 도루     | 宮本徹     | 도쿄 제20구 |
| 레이와 신센구미 | 구시부치 마리     | 櫛渕万里   |             |

### 호쿠리쿠·신에쓰
| 선거구         | 성명                | 원어명     | 소속 정당  |
| -------------- | ------------------- | ---------- | ---------- |
| 니가타 제1구   | 니시무라 지나미     | 西村智奈美 | 입헌민주당 |
| 니가타 제2구   | 호소다 겐이치       | 細田健一   | 자민당     |
| 니가타 제3구   | 사이토 히로아키     | 斎藤洋明   | 자민당     |
| 니가타 제4구   | 기쿠다 마키코       | 菊田真紀子 | 입헌민주당 |
| 니가타 제5구   | 요네야마 류이치     | 米山隆一   | 입헌민주당 |
| 니가타 제6구   | 우메타니 마모루     | 梅谷守     | 자민당     |
| 도야마 제1구   | 다바타 히로아키     | 田畑裕明   | 자민당     |
| 도야마 제2구   | 우에다 에이슌       | 上田英俊   | 자민당     |
| 도야마 제3구   | 다치바나 게이이치로 | 橘慶一郎   | 자민당     |
| 이시카와 제1구 | 고모리 다쿠오       | 小森卓郎   | 자민당     |
| 이시카와 제2구 | 사사키 하지메       | 佐々木紀   | 자민당     |
| 이시카와 제3구 | 니시다 쇼지         | 西田昭二   | 자민당     |
| 후쿠이 제1구   | 이나다 도모미       | 稲田朋美   | 자민당     |
| 후쿠이 제2구   | 다카기 쓰요시       | 高木毅     | 자민당     |
| 나가노 제1구   | 와카바야시 겐타     | 若林健太   | 자민당     |
| 나가노 제2구   | 시모조 미쓰         | 下条みつ   | 입헌민주당 |
| 나가노 제3구   | 이데 요세이         | 井出庸生   | 자민당     |
| 나가노 제4구   | 고토 시게유키       | 後藤茂之   | 자민당     |
| 나가노 제5구   | 미야시타 이치로     | 宮下一郎   | 자민당     |

 비례 대표 
| 소속 정당  | 성명              | 원어명     | 비고           |
| ---------- | ----------------- | ---------- | -------------- |
| 자민당     | 와시오 에이이치로 | 鷲尾英一郎 |                |
| 자민당     | 쓰카다 이치로     | 塚田一郎   | 니가타 제1구   |
| 자민당     | 구니사다 이사토   | 国定勇人   | 니가타 제4구   |
| 자민당     | 이즈미다 히로히코 | 泉田裕彦   | 니가타 제5구   |
| 자민당     | 다카토리 슈이치   | 高鳥修一   | 니가타 제6구   |
| 자민당     | 무타이 슌스케     | 務台俊介   | 나가노 제2구   |
| 입헌민주당 | 곤도 가즈야       | 近藤和也   | 이시카와 제3구 |
| 입헌민주당 | 시노하라 다카시   | 篠原孝     | 나가노 제1구   |
| 입헌민주당 | 고즈 다케시       | 神津健     | 나가노 제3구   |
| 공명당     | 나카가와 히로마사 | 中川宏昌   |                |
| 무소속     | 요시다 도요후미   | 吉田豊史   | 도야마 제1구   |

### 도카이
| 선거구         | 성명              | 원어명     | 소속 정당  |
| -------------- | ----------------- | ---------- | ---------- |
| 기후 제1구     | 노다 세이코       | 野田聖子   | 자민당     |
| 기후 제2구     | 다나하시 야스후미 | 棚橋泰文   | 자민당     |
| 기후 제3구     | 무토 요지         | 武藤容治   | 자민당     |
| 기후 제4구     | 가네코 가즈요시   | 金子俊平   | 자민당     |
| 기후 제5구     | 후루야 게이지     | 古屋圭司   | 자민당     |
| 시즈오카 제1구 | 가미가와 요코     | 上川陽子   | 자민당     |
| 시즈오카 제2구 | 이바야시 다쓰노리 | 井林辰憲   | 자민당     |
| 시즈오카 제3구 | 고야마 노부히로   | 小山展弘   | 입헌민주당 |
| 시즈오카 제4구 | 후카자와 요이치   | 深澤陽一   | 자민당     |
| 시즈오카 제5구 | 호소노 고시       | 細野豪志   | 자민당     |
| 시즈오카 제6구 | 가쓰마타 다카아키 | 勝俣孝明   | 자민당     |
| 시즈오카 제7구 | 기우치 미노루     | 城内実     | 자민당     |
| 시즈오카 제8구 | 겐마 겐타로       | 源馬謙太郎 | 입헌민주당 |
| 아이치 제1구   | 구마다 히로미치   | 熊田裕通   | 자민당     |
| 아이치 제2구   | 후루카와 모토히사 | 古川元久   | 국민민주당 |
| 아이치 제3구   | 곤도 쇼이치       | 近藤昭一   | 입헌민주당 |
| 아이치 제4구   | 구도 쇼조         | 工藤彰三   | 자민당     |
| 아이치 제5구   | 간다 겐지         | 神田憲次   | 자민당     |
| 아이치 제6구   | 니와 히데키       | 丹羽秀樹   | 자민당     |
| 아이치 제7구   | 스즈키 준지       | 鈴木淳司   | 자민당     |
| 아이치 제8구   | 이토 다다히코     | 伊藤忠彦   | 자민당     |
| 아이치 제9구   | 나가사카 야스마사 | 長坂康正   | 자민당     |
| 아이치 제10구  | 에사키 데쓰마     | 江崎鉄磨   | 자민당     |
| 아이치 제11구  | 야기 데쓰야       | 八木哲也   | 자민당     |
| 아이치 제12구  | 시게토쿠 가즈히코 | 重徳和彦   | 입헌민주당 |
| 아이치 제13구  | 오니시 겐스케     | 大西健介   | 입헌민주당 |
| 아이치 제14구  | 이마에다 소이치로 | 今枝宗一郎 | 자민당     |
| 아이치 제15구  | 네모토 유키노리   | 根本幸典   | 자민당     |
| 미에 제1구     | 다무라 노리히사   | 田村憲久   | 자민당     |
| 미에 제2구     | 가와사키 히데토   | 川崎秀人   | 자민당     |
| 미에 제3구     | 오카다 가쓰야     | 岡田克也   | 입헌민주당 |
| 미에 제4구     | 스즈키 에이케이   | 鈴木英敬   | 자민당     |

 비례 대표 
| 소속 정당  | 성명              | 원어명   | 비고           |
| ---------- | ----------------- | -------- | -------------- |
| 자민당     | 야마모토 사콘     | 山本左近 |                |
| 자민당     | 미야자와 히로유키 | 宮澤博行 | 시즈오카 제3구 |
| 자민당     | 시오노야 류       | 塩谷立   | 시즈오카 제8구 |
| 자민당     | 나카가와 다카모토 | 中川貴元 | 아이치 제2구   |
| 자민당     | 이케다 요시타카   | 池田佳隆 | 아이치 제3구   |
| 자민당     | 아오야마 슈헤이   | 青山周平 | 아이치 제12구  |
| 자민당     | 이시이 다쿠       | 石井拓   | 아이치 제13구  |
| 자민당     | 이시하라 마사타카 | 石原正敬 | 미에 제3구     |
| 입헌민주당 | 와타나베 슈       | 渡辺周   | 시즈오카 제6구 |
| 입헌민주당 | 요시다 쓰네히코   | 吉田統彦 | 아이치 제1구   |
| 입헌민주당 | 마키 요시오       | 牧義夫   | 아이치 제4구   |
| 입헌민주당 | 반노 유타카       | 伴野豊   | 아이치 제8구   |
| 입헌민주당 | 나카가와 마사하루 | 中川正春 | 미에 제2구     |
| 공명당     | 오구치 요시노리   | 大口善徳 |                |
| 공명당     | 이토 와타루       | 伊藤渉   |                |
| 공명당     | 나카가와 야스히로 | 中川康洋 |                |
| 일본유신회 | 미사키 마키       | 岬麻紀   | 아이치 제5구   |
| 일본유신회 | 스기모토 가즈미   | 杉本和巳 | 아이치 제10구  |
| 국민민주당 | 다나카 겐         | 田中健   | 시즈오카 제4구 |
| 일본공산당 | 모토무라 노부코   | 本村伸子 |                |
| 무소속     | 요시카와 다케루   | 吉川赳   | 시즈오카 제5구 |

### 긴키
| 선거구         | 성명              | 소속 정당  | 선거구          |
| -------------- | ----------------- | ---------- | --------------- |
| 시가 제1구     | 오오카 도시타카   | 大岡敏孝   | 자민당          |
| 시가 제2구     | 우에노 겐이치로   | 上野賢一郎 | 자민당          |
| 시가 제3구     | 다케무라 노부히데 | 武村展英   | 자민당          |
| 시가 제4구     | 고테라 히로오     | 小寺裕雄   | 자민당          |
| 교토 제1구     | 가쓰메 야스시     | 勝目康     | 자민당          |
| 교토 제2구     | 마에하라 세이지   | 前原誠司   | 국민민주당      |
| 교토 제3구     | 이즈미 겐타       | 泉健太     | 국민민주당      |
| 교토 제4구     | 기타가미 게이로   | 北神圭朗   | 무소속 (유지회) |
| 교토 제5구     | 혼다 다로         | 本田太郎   | 자민당          |
| 교토 제6구     | 야마노이 가즈노리 | 山井和則   | 입헌민주당      |
| 오사카 제1구   | 이노우에 히데타카 | 井上英孝   | 일본유신회      |
| 오사카 제2구   | 모리시마 다다시   | 守島正     | 일본유신회      |
| 오사카 제3구   | 사토 시게키       | 佐藤茂樹   | 공명당          |
| 오사카 제4구   | 미노베 데루오     | 美延映夫   | 일본유신회      |
| 오사카 제5구   | 구니시게 도루     | 國重徹     | 공명당          |
| 오사카 제6구   | 이사 신이치       | 伊佐進一   | 공명당          |
| 오사카 제7구   | 오쿠시타 다케미쓰 | 奥下剛光   | 일본유신회      |
| 오사카 제8구   | 우루마 조지       | 漆間譲司   | 일본유신회      |
| 오사카 제9구   | 아다치 야스시     | 足立康史   | 일본유신회      |
| 오사카 제10구  | 이케시타 다쿠     | 池下卓     | 일본유신회      |
| 오사카 제11구  | 나카쓰카 히로시   | 中司宏     | 일본유신회      |
| 오사카 제12구  | 후지타 후미타케   | 藤田文武   | 일본유신회      |
| 오사카 제13구  | 이와타니 요헤이   | 岩谷良平   | 일본유신회      |
| 오사카 제14구  | 아오야기 히토시   | 青柳仁士   | 일본유신회      |
| 오사카 제15구  | 우라노 야스토     | 浦野靖人   | 일본유신회      |
| 오사카 제16구  | 기타가와 가즈오   | 北側一雄   | 공명당          |
| 오사카 제17구  | 바바 노부유키     | 馬場伸幸   | 일본유신회      |
| 오사카 제18구  | 엔도 다카시       | 遠藤敬     | 일본유신회      |
| 오사카 제19구  | 이토 노부히사     | 伊東信久   | 일본유신회      |
| 효고 제1구     | 이사카 노부히코   | 井坂信彦   | 입헌민주당      |
| 효고 제2구     | 아카바 가즈요시   | 赤羽一嘉   | 공명당          |
| 효고 제3구     | 세키 요시히로     | 関芳弘     | 자민당          |
| 효고 제4구     | 후지이 히사유키   | 藤井比早之 | 자민당          |
| 효고 제5구     | 다니 고이치       | 谷公一     | 자민당          |
| 효고 제6구     | 이치무라 고이치로 | 市村浩一郎 | 일본유신회      |
| 효고 제7구     | 야마다 겐지       | 山田賢司   | 자민당          |
| 효고 제8구     | 나카노 히로마사   | 中野洋昌   | 공명당          |
| 효고 제9구     | 니시무라 야스토시 | 西村康稔   | 자민당          |
| 효고 제10구    | 도카이 기사부로   | 渡海紀三朗 | 자민당          |
| 효고 제11구    | 마쓰모토 다케아키 | 松本剛明   | 자민당          |
| 효고 제12구    | 야마구치 쓰요시   | 山口壮     | 자민당          |
| 나라 제1구     | 마부치 스미오     | 馬淵澄夫   | 입헌민주당      |
| 나라 제2구     | 다카이치 사나에   | 高市早苗   | 자민당          |
| 나라 제3구     | 다노세 다이도     | 田野瀬太道 | 자민당          |
| 와카야마 제1구 | 하야시 유미       | 林佑美     | 일본유신회      |
| 와카야마 제2구 | 이시다 마사토시   | 石田真敏   | 자민당          |
| 와카야마 제3구 | 니카이 도시히로   | 二階俊博   | 자민당          |

 비례 대표 
| 소속 정당       | 성명              | 원어명         | 비고          |
| --------------- | ----------------- | -------------- | ------------- |
| 일본유신회      | 호리바 유키코     | 堀場幸子       | 교토 제1구    |
| 일본유신회      | 이치타니 유이치로 | 一谷勇一郎     | 효고 제1구    |
| 일본유신회      | 와다 유이치로     | 和田有一朗     | 효고 제3구    |
| 일본유신회      | 아카기 마사유키   | 赤木正幸       | 효고 제4구    |
| 일본유신회      | 엔도 료타         | 遠藤良太       | 효고 제5구    |
| 일본유신회      | 미키 게에         | 三木圭恵       | 효고 제7구    |
| 일본유신회      | 호리이 겐지       | 掘井健智       | 효고 제10구   |
| 일본유신회      | 스미요시 히로키   | 住吉寛紀       | 효고 제11구   |
| 일본유신회      | 이케하타 고타로   | 池畑浩太朗     | 효고 제12구   |
| 일본유신회      | 마에카와 기요시게 | 前川清成       | 나라 제1구    |
| 자민당          | 오쿠노 신스케     | 奥野信亮       |               |
| 자민당          | 야나기모토 아키라 | 柳本顕         |               |
| 자민당          | 다나카 히데유키   | 田中英之       | 교토 제4구    |
| 자민당          | 무네키요 고이치   | 宗清皇一       | 오사카 제13구 |
| 자민당          | 다니가와 도무     | 谷川とむ       | 오사카 제19구 |
| 자민당          | 모리야마 마사히토 | 盛山正仁       | 효고 제1구    |
| 자민당          | 오구시 마사키     | 大串正樹       | 효고 제6구    |
| 자민당          | 고바야시 시게키   | 小林茂樹       | 나라 제1구    |
| 입헌민주당      | 도쿠나가 히사시   | 徳永久志       | 시가 제4구    |
| 입헌민주당      | 모리야마 히로유키 | 森山浩行       | 오사카 제16구 |
| 입헌민주당      | 사쿠라이 슈       | 桜井周         | 효고 제6구    |
| 공명당          | 다케우치 유즈루   | 竹内譲         |               |
| 공명당          | 우키시마 도모코   | 浮島智子       |               |
| 공명당          | 와니부치 요코     | 鰐淵洋子       |               |
| 일본공산당      | 고쿠타 게이지     | 穀田恵二       | 교토 제1구    |
| 일본공산당      | 미야모토 다케시   | 宮本岳志       |               |
| 국민민주당      | 사이토 알렉스     | 斎藤アレックス | 시가 제1구    |
| 레이와 신센구미 | 오이시 아키코     | 大石晃子       | 오사카 제5구  |

### 주고쿠
| 선거구         | 성명              | 원어명     | 소속 정당  |
| -------------- | ----------------- | ---------- | ---------- |
| 돗토리 제1구   | 이시바 시게루     | 石破茂     | 자민당     |
| 돗토리 제2구   | 아카자와 료세이   | 赤沢亮正   | 자민당     |
| 시마네 제1구   | 호소다 히로유키   | 細田博之   | 자민당     |
| 시마네 제2구   | 다카미 야스히로   | 高見康裕   | 자민당     |
| 오카야마 제1구 | 아이사와 이치로   | 逢沢一郎   | 자민당     |
| 오카야마 제2구 | 야마시타 다카시   | 山下貴司   | 자민당     |
| 오카야마 제3구 | 히라누마 쇼지로   | 平沼正二郎 | 자민당     |
| 오카야마 제4구 | 하시모토 가쿠     | 橋本岳     | 자민당     |
| 오카야마 제5구 | 가토 가쓰노부     | 加藤勝信   | 자민당     |
| 히로시마 제1구 | 기시다 후미오     | 岸田文雄   | 자민당     |
| 히로시마 제2구 | 히라구치 히로시   | 平口洋     | 자민당     |
| 히로시마 제3구 | 사이토 데쓰오     | 斉藤鉄夫   | 공명당     |
| 히로시마 제4구 | 신타니 마사요시   | 新谷正義   | 자민당     |
| 히로시마 제5구 | 데라다 미노루     | 寺田稔     | 자민당     |
| 히로시마 제6구 | 사토 고지         | 佐藤公治   | 입헌민주당 |
| 히로시마 제7구 | 고바야시 후미아키 | 小林史明   | 자민당     |
| 야마구치 제1구 | 고무라 마사히로   | 高村正大   | 자민당     |
| 야마구치 제2구 | 기시 노부치요     | 岸信千世   | 자민당     |
| 야마구치 제3구 | 하야시 요시마사   | 林芳正     | 자민당     |
| 야마구치 제4구 | 요시다 신지       | 吉田真次   | 자민당     |

 비례 대표 
| 소속 정당  | 성명              | 원어명     | 비고           |
| ---------- | ----------------- | ---------- | -------------- |
| 자민당     | 이시바시 린타로   | 石橋林太郎 |                |
| 자민당     | 다카가이 에미코   | 髙階恵美子 |                |
| 자민당     | 스기타 미오       | 杉田水脈   |                |
| 자민당     | 아제모토 쇼고     | 畦元将吾   |                |
| 자민당     | 아베 도시코       | 阿部俊子   | 오카야마 제3구 |
| 자민당     | 고지마 도시후미   | 小島敏文   | 히로시마 제6구 |
| 입헌민주당 | 유하라 슌지       | 湯原俊二   | 돗토리 제2구   |
| 입헌민주당 | 유노키 미치요시   | 柚木道義   | 오카야마 제4구 |
| 공명당     | 히라바야시 아키라 | 平林晃     |                |
| 공명당     | 구사카 마사키     | 日下正喜   |                |
| 일본유신회 | 소라모토 세이키   | 空本誠喜   | 히로시마 제4구 |

### 시코쿠
| 선거구         | 성명              | 원어명     | 소속 정당       |
| -------------- | ----------------- | ---------- | --------------- |
| 도쿠시마 제1구 | 니키 히로부미     | 仁木博文   | 무소속 (유지회) |
| 도쿠시마 제2구 | 야마구치 슌이치   | 山口俊一   | 자민당          |
| 가가와 제1구   | 오가와 준야       | 小川淳也   | 입헌민주당      |
| 가가와 제2구   | 다마키 유이치로   | 玉木雄一郎 | 국민민주당      |
| 가가와 제3구   | 오노 게이타로     | 大野敬太郎 | 자민당          |
| 에히메 제1구   | 시오자키 야스히사 | 塩崎恭久   | 자민당          |
| 에히메 제2구   | 무라카미 세이치로 | 村上誠一郎 | 자민당          |
| 에히메 제3구   | 이하라 다쿠미     | 井原巧     | 자민당          |
| 에히메 제4구   | 하세가와 준지     | 長谷川淳二 | 자민당          |
| 고치 제1구     | 나카타니 겐       | 中谷元     | 자민당          |
| 고치 제2구     | 오자키 마사나오   | 尾崎正直   | 자민당          |

 비례 대표 
| 소속 정당  | 성명              | 원어명   | 비고           |
| ---------- | ----------------- | -------- | -------------- |
| 자민당     | 야마모토 유지     | 山本有二 |                |
| 자민당     | 히라이 다쿠야     | 平井卓也 | 가가와 제1구   |
| 자민당     | 세토 다카카즈     | 瀬戸隆一 | 가가와 제2구   |
| 입헌민주당 | 시라이시 요이치   | 白石洋一 | 에히메 제3구   |
| 일본유신회 | 요시다 도모요     | 吉田知代 | 도쿠시마 제1구 |
| 공명당     | 야마사키 마사야스 | 山崎正恭 |                |

### 규슈
| 선거구          | 성명              | 소속 정당  | 선거구          |
| --------------- | ----------------- | ---------- | --------------- |
| 후쿠오카 제1구  | 이노우에 다카히로 | 井上貴博   | 자민당          |
| 후쿠오카 제2구  | 오니키 마코토     | 鬼木誠     | 자민당          |
| 후쿠오카 제3구  | 고가 아쓰시       | 古賀篤     | 자민당          |
| 후쿠오카 제4구  | 미야우치 히데키   | 宮内秀樹   | 자민당          |
| 후쿠오카 제5구  | 쓰쓰미 가나메     | 堤かなめ   | 입헌민주당      |
| 후쿠오카 제6구  | 하토야마 지로     | 鳩山二郎   | 자민당          |
| 후쿠오카 제7구  | 후지마루 사토시   | 藤丸敏     | 자민당          |
| 후쿠오카 제8구  | 아소 다로         | 麻生太郎   | 자민당          |
| 후쿠오카 제9구  | 오가타 린타로     | 緒方林太郎 | 무소속 (유지회) |
| 후쿠오카 제10구 | 기이 다카시       | 城井崇     | 입헌민주당      |
| 후쿠오카 제11구 | 다케다 료타       | 武田良太   | 자민당          |
| 사가 제1구      | 하라구치 가즈히로 | 原口一博   | 입헌민주당      |
| 사가 제2구      | 오구시 히로시     | 大串博志   | 입헌민주당      |
| 나가사키 제1구  | 니시오카 히데코   | 西岡秀子   | 국민민주당      |
| 나가사키 제2구  | 가토 간지         | 加藤寛治   | 자민당          |
| 나가사키 제3구  | 다니가와 야이치   | 谷川弥一   | 자민당          |
| 나가사키 제4구  | 기타무라 세이고   | 北村誠吾   | 자민당          |
| 구마모토 제1구  | 기하라 미노루     | 木原稔     | 자민당          |
| 구마모토 제2구  | 니시노 다이스케   | 西野太亮   | 자민당          |
| 구마모토 제3구  | 사카모토 데쓰시   | 坂本哲志   | 자민당          |
| 구마모토 제4구  | 가네코 야스시     | 金子恭之   | 자민당          |
| 오이타 제1구    | 기라 슈지         | 吉良州司   | 무소속 (유지회) |
| 오이타 제2구    | 에토 세이시로     | 衛藤征士郎 | 자민당          |
| 오이타 제3구    | 이와야 다케시     | 岩屋毅     | 자민당          |
| 미야자키 제1구  | 와타나베 소       | 渡辺創     | 입헌민주당      |
| 미야자키 제2구  | 에토 다쿠         | 江藤拓     | 자민당          |
| 미야자키 제3구  | 후루카와 요시히사 | 古川禎久   | 자민당          |
| 가고시마 제1구  | 미야지 다쿠마     | 宮路拓馬   | 자민당          |
| 가고시마 제2구  | 미타조노 사토시   | 三反園訓   | 무소속 (자민당) |
| 가고시마 제3구  | 노마 다케시       | 野間健     | 입헌민주당      |
| 가고시마 제4구  | 모리야마 히로시   | 森山裕     | 자민당          |
| 오키나와 제1구  | 아카미네 세이켄   | 赤嶺政賢   | 일본공산당      |
| 오키나와 제2구  | 아라카키 구니오   | 新垣邦男   | 사회민주당      |
| 오키나와 제3구  | 시마지리 아이코   | 島尻安伊子 | 자민당          |
| 오키나와 제4구  | 니시메 고사부로   | 西銘恒三郎 | 자민당          |

 비례 대표 
| 소속 정당  | 성명              | 원어명     | 비고           |
| ---------- | ----------------- | ---------- | -------------- |
| 자민당     | 이마무라 마사히로 | 今村雅弘   |                |
| 자민당     | 야스오카 히로타케 | 保岡宏武   |                |
| 자민당     | 이와타 가즈치카   | 岩田和親   | 사가 제1구     |
| 자민당     | 후루카와 야스시   | 古川康     | 사가 제2구     |
| 자민당     | 다케이 슌스케     | 武井俊輔   | 미야자키 제1구 |
| 자민당     | 오자토 야스히로   | 小里泰弘   | 가고시마 제3구 |
| 자민당     | 고쿠바 고노스케   | 國場幸之助 | 오키나와 제1구 |
| 자민당     | 미야자키 마사히사 | 宮崎政久   | 오키나와 제2구 |
| 입헌민주당 | 이나토미 슈지     | 稲富修二   | 후쿠오카 제2구 |
| 입헌민주당 | 야마다 가쓰히코   | 山田勝彦   | 나가사키 제3구 |
| 입헌민주당 | 스에쓰구 세이이치 | 末次精一   | 나가사키 제4구 |
| 입헌민주당 | 요시카와 하지메   | 吉川元     | 오이타 제2구   |
| 공명당     | 하마치 마사카즈   | 濵地雅一   |                |
| 공명당     | 요시다 노부히로   | 吉田宣弘   |                |
| 공명당     | 긴조 야스쿠니     | 金城泰邦   |                |
| 공명당     | 요시다 구미코     | 吉田久美子 |                |
| 일본유신회 | 야마모토 고세이   | 山本剛正   | 후쿠오카 제1구 |
| 일본유신회 | 아베 히로키       | 阿部弘樹   | 후쿠오카 제4구 |
| 국민민주당 | 나가토모 신지     | 長友慎治   | 미야자키 제2구 |
| 일본공산당 | 다무라 다카아키   | 田村貴昭   |                |

## 같이 보기
- 일본 중의원
- 일본 참의원 의원 목록